# 1661
- Wikisource

| Calendário gregoriano                                                        | 1661 MDCLXI                         |
| Ab urbe condita                                                              | 2414                                |
| Calendário arménio                                                           | 1110 – 1111                         |
| Calendário bahá'í                                                            | -183 – -182                         |
| Calendário budista                                                           | 2205                                |
| Calendário chinês                                                            | 4357 – 4358 Início a 30 de janeiro  |
| Calendário copta                                                             | 1377 – 1378                         |
| Calendário etíope                                                            | 1653 – 1654                         |
| Calendários hindus - Vikram Samvat - Calendário nacional indiano - Cáli Iuga | 1716 – 1717 1582 – 1583 4761 – 4762 |
| Calendário Holoceno                                                          | 11661                               |
| Calendário islâmico                                                          | 1071 – 1073                         |
| Calendário judaico                                                           | 5421 – 5422                         |
| Calendário persa                                                             | 1039 – 1040                         |
| Calendário rúnico                                                            | 1911                                |
| Calendário solar tailandês                                                   | 2204                                |

1661 (MDCLXI, na numeração romana)  foi um ano comum do século XVII do actual Calendário Gregoriano, da Era de Cristo, e a sua letra dominical foi B (52 semanas), teve início a um sábado e terminou também a um sábado.
| Ano completo                   |
| ------------------------------ |
| Ano comum com início ao sábado |

## Eventos
- 6 de Agosto - Assinatura do Tratado de Haia entre Portugal e a República Holandesa, pelo qual a Nova Holanda é cedida a Portugal.
- Casamento do rei Carlos II de Inglaterra e Catarina de Bragança.
- O Convento de São Diogo, na Calheta, que foi pertença da Ordem dos Frades Franciscanos, é fundado pelo padre Diogo de Matos da Silveira.

## Nascimentos
- 2 de Junho - Nicolau Nasoni, arquitecto italiano que trabalhou em Portugal.
- Guillaume François Antoine, Marquês de l'Hôpital, matemático francês (m. 1704).
- Lopo Furtado de Mendonça, conde de Rio Grande, almirante português (m. 1730).

## Mortes
- 9 de março - Cardeal Mazarin, cardeal e estadista francês.
- 4 de outubro - Jacqueline Pascal, criança prodígio francesa, irmã do filósofo Blaise Pascal.

## Por tema
- 1661 na ciência
- 1661 na música